# Magic, Magic
Magic, Magic (Magia, magia en español) es una película chilena de terror psicológico dirigida por Sebastián Silva. El filme, que se estrenó el 22 de enero de 2013 en el Festival de Cine de Sundance, está protagonizado por Juno Temple, Emily Browning, Michael Cera y Catalina Sandino Moreno.

## Trama
Thriller que cuenta la historia de Alicia, una joven que se marcha de vacaciones a un remoto lugar en Chile, invitada por su mejor amiga Sarah. Las vacaciones parecen ir muy bien hasta el día en que Alicia comienza a tener trastornos mentales que le impiden tener un control sobre la realidad. Aunque no tiene síntomas previos, la protagonista intenta advertir de la situación, pero nadie le da importancia hasta que la enfermedad ya no tiene ningún remedio...

## Reparto
- Juno Temple - Alicia
- Emily Browning - Sarah
- Michael Cera - Brink
- Catalina Sandino - Barbara
- Agustín Silva - Agustín
- Luis Dubbó - Bernardo
- Vicente Lenz - Extra
- Dalí - Valiente (perro)

## Premios
Juno Temple recibió un premio en el Festival Sitges a mejor interpretación femenina por su rol en Magic, Magic.